# Marigny (Mancha)
Marigny foi uma comuna francesa na região administrativa da Normandia, no departamento da Mancha. Estendia-se por uma área de 10,31 km². Em 2010 a comuna tinha 2 714 habitantes (densidade: 263,2 hab./km²).
Em 1 de janeiro de 2016, passou a formar parte da nova comuna de Marigny-Le-Lozon.